# هوس خفيف
الهوس الخفيف هو حالة مزاجية تتميز باستمرار الابتهاج وإزالة التثبيط. وقد تنطوي على التهيج والإثارة، ولكنه يكون أقل حدة من الهوس الكامل. ووفقا لمعايير الدليل التشخيصي الإحصائي للاضطرابات العقلية DSM-5، فإن الهوس الخفيف يختلف عن الهوس في أنه لا يوجد به أي ضعف وظيفي ذي أهمية، بينما يتضمن الهوس، من خلال تعريف الدليل التشخيصي الإحصائي للاضطرابات العقلية DSM-5، ضعف وظيفي خطير، وقد يكون له سمات ذُّهانية.
السلوكيات المميزة للأشخاص الذين يعانون من هوس خفيف هي الانخفاض الملحوظ في الحاجة إلى النوم، وزيادة شاملة في الطاقة، والسلوكيات غير الاعتيادية، وزيادة التحدث والثقة بشكل ملحوظ، والذي عادة ما يظهر مع مجموعة من الأفكار الإبداعية. وقد تشمل الأعراض الأخرى المتعلقة بهذه الحالة: الشعور بالعظمة، والتشتت، وفرط النشاط الجنسي. في حين أن سلوك الهوس الخفيف غالبا ما يولد الإنتاجية والإثارة، فإنه يمكن أن يصبح مزعجا إذا اشترك المريض في سلوكيات خطرة أو غير مرغوب فيها، وتُظهِر الأعراض نفسها بشكل مزعج مع أحداث الحياة اليومية. وعندما يتم تقسيم نوبات الهوس إلى مراحل تقدمية وفقا لشدة الأعراض والخصائص المرتبطة بها، فإن الهوس الخفيف يشكل المرحلة الأولى من المتلازمة، حيث تكون سمات النشوة أو التهيج الشديد، وزيادة الكلام والنشاط، وزيادة الطاقة، وانخفاض الحاجة إلى النوم، وكثرة الأفكار وعدم ترابطها أكثر وضوحا.

## العلامات والأعراض
لا يحتاج الأفراد المصابون بالهوس الخفيف إلى النوم إلا قليلا، ويميلون إلى التنافس، ولديهم قدر كبير من الطاقة، وغالبا ما يقومون بالأعمال بشكل كامل (على عكس الهوس الكامل).

### علامات مميزة
يتميز الهوس الخفيف تحديدا عن الهوس من خلال عدم وجود أعراض ذهانية أو أعراض هوس العظمة، كما أنه يؤثر بدرجة أقل على الأداء الوظيفي.
الهوس الخفيف هو سمة من سمات الاضطراب ثنائي القطب من النوع الثاني ودوروية المزاج، وقد يحدث أيضا في اضطراب الفصام، كما أنه سمة من سمات الاضطراب ثنائي القطب من النوع الأول، حيث ينشأ في تقدم متتابع مع تقلب اضطراب المزاج بين المزاج الطبيعي والهوس. وبعض الأفراد الذين يعانون من اضطراب ثنائي القطب من النوع الأول يكون لديهم هوس خفيف وكذلك نوبات من الهوس. وقد يحدث الهوس الخفيف أيضا عندما يتغير المزاج نزولا من حالة مزاج الهوس إلى المزاج الطبيعي. ويرجع سبب الهوس الخفيف في بعض الأحيان إلى زيادة الطاقة الإبداعية والإنتاجية، كما يُرجِع العديد من الناس الذين يعانون من الاضطراب ثنائي القطب الهوس الخفيف إلى منحهم ميزة في العمل.
ويواجه الناس الذين يعانون من الهوس الخفيف المزمن نفس أعراض الهوس الخفيف، ولكن على المدى الطويل.

### اضطرابات مرتبطة بالهوس الخفيف
دوروية المزاج هي حالة من التقلبات المستمرة في المزاج، وتتميز بتأرجح المزاج بين الهوس الخفيف والاكتئاب، فتفشل في استيفاء المعايير التشخيصية لأي من نوبات الاكتئاب أو الهوس. وغالبا ما تتخلل هذه الفترات فترات من المزاج الطبيعي نسبيا.
ويتم تشخيص المريض بالاضطراب ثنائي القطب من النوع الثاني عندما يكون لديه نوبة واحدة على الأقل من الهوس الخفيف مع الاكتئاب في تاريخه المرضي مع توافق كل منهما مع المعايير التشخيصية. وفي بعض الحالات، تحدث نوبات الاكتئاب بشكل روتيني خلال الخريف أو الشتاء ونوبات الهوس الخفيف في الربيع أو الصيف، وتسمى مثل هذه الحالات «النمط الموسمي».
وإذا تُرِكَت الحالة دون علاج، قد يتحول الهوس الخفيف إلى هوس، والذي قد يكون هوس ذّهاني، ويكون الاضطراب ثنائي القطب من النوع الأول في هذه الحالة هو التشخيص الصحيح.

## الفسيولوجيا المرضية
عادة ما يتم دراسة الهوس والهوس الخفيف معا كمكونات للاضطرابات الثنائية القطب، وعادة ما يفترض أن الفسيولوجيا المرضية هي نفسها. وبالنظر إلى أن أدوية النورأدرينالين والدوبامين قادرة على تحفيز الهوس الخفيف، فقد اقتُرِحت نظريات متعلقة بفرط نشاط الأحماض الأمينية الأحادية، حيث تقترح نظرية توحيد الاكتئاب والهوس في الأفراد الذين يعانون من الاضطراب ثنائي القطب أن انخفاض تنظيم السيروتونين لأحاديات الأمينات الأخرى يمكن أن يؤدي إلى أعراض إما الاكتئاب أو الهوس. وترتبط الآفات على الجانب الأيمن من الفص الجبهي والفص الصدغي كذلك مع الهوس.

## الأسباب
في كثير من الأحيان، قد يكون هناك تاريخ طويل أو حديث من الاكتئاب أو مزيج من الهوس الخفيف جنبا إلى جنب مع الاكتئاب (المعروف باسم الحالة المختلطة) قبل ظهور أعراض الهوس في أولئك الذين عانوا من نوبة أولى من الهوس الخفيف دون سمات ذهانية عموما. ويحدث ذلك عادة في منتصف إلى أواخر المراهقة. ولأن سنوات المراهقة تكون عادة سنوات مشحونة عاطفيا، فإنه ليس من غير المألوف أن يتم التعامل مع تقلب المزاج على أنه سلوك هرموني عادي في سن المراهقة، ويفوت تشخيص الاضطراب ثنائي القطب حتى يكون هناك دليل على وجود مرحلة هوس أو هوس خفيف واضحة.
وقد يحدث الهوس الخفيف أيضا كأثر جانبي للمستحضرات الصيدلانية الموصوفة لحالات أو أمراض أخرى غير الحالات النفسية أو اضطرابات المزاج، وفي هذه الحالة، يمكن علاج الهوس الخفيف عن طريق خفض جرعة الدواء، أو سحب الدواء تماما، أو التغيير إلى دواء مختلف إذا كان التوقف عن العلاج غير ممكن كما هو الحال عند حدوث نوبات الهوس الخفيف الناتجة من الدواء في حالات الاكتئاب أحادي القطب.
ويمكن أيضا أن يحدث الهوس الخفيف بوقوع حدث مثير للغاية للمريض، مثل حصوله على مكاسب مالية كبيرة.
كما يمكن أن يرتبط الهوس الخفيف مع اضطراب الشخصية النرجسية.

## التشخيص
يعرّف الدليل التشخيصي والإحصائي الرابع للاضطرابات النفسية نوبة الهوس الخفيف على أنها تشمل، على مدى أربعة أيام على الأقل، مزاجا مرتفعا بالإضافة إلى ثلاثة من الأعراض التالية، أو مزاجا عصبيا بالإضافة إلى أربعة من الأعراض التالية:
- كثرة التحدث السريع
- تقدير الذات أو الشعور بالعظمة
- قلة الحاجة إلى النوم
- تطاير الأفكار أو تسابق الأفكار
- التشتت بسهولة، ونقص الانتباه، وعدم القدرة على متابعة المهام كاملة على غرار اضطراب نقص الانتباه مع فرط النشاط
- زيادة التهيجية في بعض الأحيان
- فرط النشاط الجنسي
- المشاركة في أنشطة ممتعة قد يكون لها عواقب نفسية اجتماعية أو بدنية سلبية (على سبيل المثال، الشخص الذي يشارك في الاستثمارات التجارية الحمقاء، والقيادة المتهورة، والصراعات الجسدية واللفظية، والإقلاع عن الوظيفة للسعي إلى هدف العظمة، إلخ).[17]

## أصل الكلمة
دعا الطبيب اليوناني القديم أبقراط هذا النوع من الشخصيات بـ "الهوس الخفيف" (باليونانية: ὑπομαινόμενοι، hypomainómenoi). وفي الطب النفسي في القرن التاسع عشر، عندما كان الهوس له معنى واسع من الجنون، كان يعادل الهوس الخفيف بعض المفاهيم، مثل "الجنون الجزئي" أو "الهوس الأحادي". وقد قدم الطبيب النفسي الألماني إيمانويل إرنست مندل في عام 1881 استخداما أكثر تحديدا لهذا المصطلح، حيث كتب: "أوصي، مع الأخذ بعين الاعتبار الكلمة المستخدمة من قِبَل أبقراط، بتسمية تلك الأنواع من الهوس التي تُظهِر صورة ظاهرية أقل شدة بـ"الهوس الخفيف". وقد تم تطوير تعريفات وظيفية أكثر تحديدا للهوس خفيف اعتبارا من الستينات والسبعينات.

## روابط خارجية
- Hypomanic Episode – Bipolar Disorder
- Depression and Bipolar Support Alliance – Depression and Bipolar Support Alliance
- Advice for Bipolar Disorder Sufferers and Their Loved Ones